# Aleramovci
Aleramové nebo Aleramovci (italsky Aleramici, dříve spíše Aleramidi), jsou někdejší významný severoitalský panský rod franského či franko-salického původu. Ten se usídlil v několika větvích v severoitalských oblastech Piemontsko a Ligurie. Od 11. století spravoval panství Monferrato, Saluzzo, Savona a další území mezi západní Ligurií a Dolního Piemontska a to až do roku 1305 jeruzalémského a soluňského království, a sicilského hrabství.

## Původ

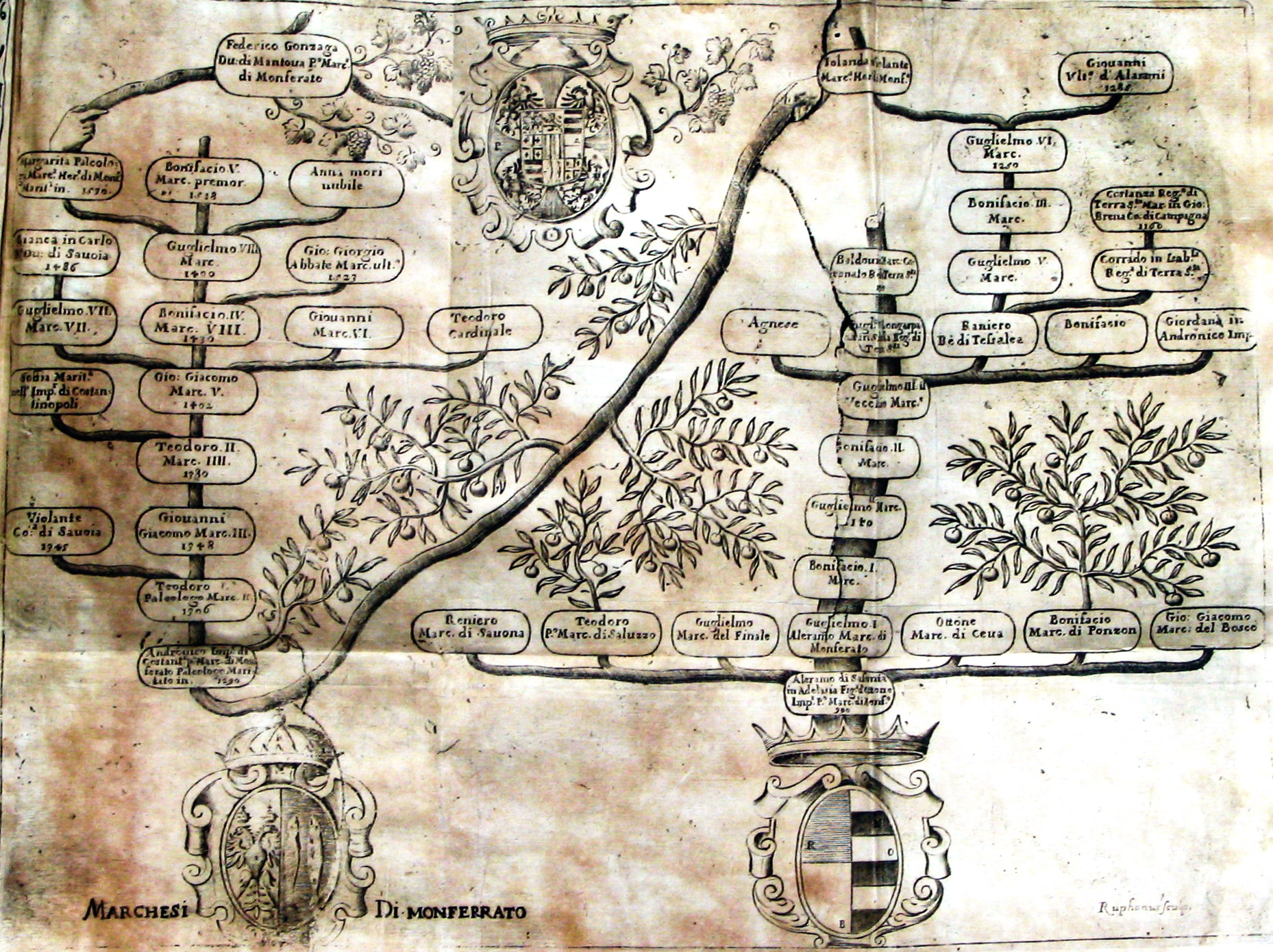
Genealogický strom monferratských markrabat z Compendi Historici, 1668. Aleramský rod z Monferrata vymřel roku 1305 a k moci se dostali Palaiologové, jak je patrné z tohoto schématu

Původ ani genealogie rodu nejsou zcela jasné, a to buď z důvodu malé spolehlivosti, či úplné absence zdrojů, anebo rozporů vyvolaných falšovanými dokumenty vytvořenými v 18. století k podepření teorie heraldických nároků, zhusta používané historiky 19. století. V minulých staletích se mnoho historiků snažilo vystopovat předky Alerama, zakladatele dynastie, kteří podle smyšlených středověkých pramenů měli pocházet od Teodorika Fríského nebo od pánů z Kentu. Další historikové, zvláště v 16.–17. století se marně snažili najít listiny potvrzující legendu o lásce, která by spojila Alerama s Adelasií, mytickou dcerou německého císaře Oty I. Velkého
Dokument z grazzanského kláštera z roku 961 tvrdí, že Aleramo byl syn jakéhosi hraběte Viléma (Guglielma) podle salického práva. Zdá se být přijatelným identifikovat Viléma jako osobu zřejmě z franského kmene, vstoupivšího na území do Itálie se třemi sty bojovníky následně po Kvido ze Spoleta roku 888 a v roce 924 činného u dvora italského krále Rudolfa II. Burgundského. Aleramův původ je proto pravděpodobnější na území starého království Lotara II., čemuž nasvědčuje několik hypotéz.
Rodový původ Adelasie, Aleramovy první manželky a pramáti Aleramovců, zůstává neznámý. Jisté je, že se Aleramo později oženil s Gerbergou, dcerou italského krále Berengara II., a že toto manželství mu přineslo nabytí titulu markraběte v letech 958 až 961. Císařský původ Adelasie se zdá být spíše legendou, později vytvořenou ke zvýšení slávy jeho předků.
Alerama lze považovat za skutečného zakladatele aleramovských dynastií. Těšil se velké úctě jak u italského krále Huga I., Lotara II. či Berengara II., tak u dvora císaře Oty I., o čemž svědčí rozličné územní dary, které byly připojeny k panstvím, která Aleramo již vlastnil ve Vercellese a v Lombardsku, a také z markraběcího titulu, který mu udělil Berengar II. V roce 967 mu Ota I. Daroval rozlehlé území mezi l'Orba a il Tanaro, které na jihu dosahovalo až do blízkosti Savony. Toto území, lesnaté a zanedbané, bylo v průběhu předcházejícího století zpustošeno loupeživými nájezdy, ze strany tzv. "saracénů" z Fraxineta v jižní Francii, nebo jimi alespoň schvalovanými. Toto území se nazývalo "Vasto" nebo "Guasto" (tzn. „rozlehlé, široké“) a mnoho Aleramových následníků se proto nazývalo "markrabaty z Vasta". Podle Riccarda Mussa se tento místní název udržel po několik staletí a zahrnoval hornaté území včetně panství Dego, Montenotte, Carcare a Cairo. Na dalších územích se však vžilo shodné toponymum "Langhe" (vulgariter enim loca deserta Langae dicuntur podle Luniga). Nejednalo se však o homogenní území, šlo spíše o několik odlehlých dvorů v lesnatých a divokých údolích jižního Piemontska.